# Rönnebacka
Rönnebacka (finska Pihlajarinne) är ett bosättningsområde i stadsdelen Träskända i Esbo stad. Rönnebacka ska ej förväxlas med Rönnbacka i Helsingfors.
Rönnebacka är ett av de mera tätare bebyggda områdena i Träskända och bebyggelsen består av radhus och egnahemshus. I början på 1990-talet byggdes en ny vägförbindelse till Ring III som kallas Auroraporten och kring denna gata finns den nyaste bebyggelsen, samt områdets enda butik. 